# Aspkantlav
Aspkantlav (Lecanora populicola) är en lavart som först beskrevs av Augustin Pyrame de Candolle, och fick sitt nu gällande namn av Duby. Aspkantlav ingår i släktet Lecanora och familjen Lecanoraceae.  Arten är reproducerande i Sverige. Inga underarter finns listade i Catalogue of Life.